# Yutaka Akita
Yutaka Akita (Nagoya, Prefectura d'Aichi, Japó, 6 d'agost de 1970) és un exfutbolista i entrenador japonès que va disputar 44 partits amb la selecció japonesa.